# 怒江无心菜
怒江无心菜（学名：Arenaria salweenensis）为石竹科无心菜属的植物，是中国的特有植物。分布于中国大陆的云南等地，见于多石草地，目前尚未由人工引种栽培。

## 别名
怒江蚤缀（拉汉种子植物名称）